# Michael Schattenhofer
Michael Schattenhofer (* 7. Oktober 1915 in Beilngries; † 30. Januar 1992 in München) war ein deutscher Historiker und Archivar.

## Leben und Wirken
Schattenhofer legte 1935 das Abitur in Regensburg ab. Ab 1937 studierte er an der Ludwig-Maximilians-Universität München Germanistik und Geschichte. 1944 wurde er bei Karl Alexander von Müller promoviert. Von 1946 bis zur Pensionierung war er am Stadtarchiv München tätig, zunächst als wissenschaftlicher Angestellter und nach der Ablegung der großen Archivprüfung ab 1951 als Archivrat. 1958 wurde er als Leiter des Stadtarchivs bestellt. 1967 wurde er Mitglied der Kommission für bayerische Landesgeschichte bei der Bayerischen Akademie der Wissenschaften. Ab 1947 war er Mitglied im Historischen Verein von Oberbayern und ab 1960 bis 1984 dessen Vorsitzender. 1961 bis 1982 wurden unter seiner Schriftleitung 26 Bände der Vereinszeitschrift Oberbayerisches Archiv herausgegeben, wobei er sich 1965 bis 1981 dieses Ehrenamt mit Ludwig Morenz teilte. Von 1966 bis 1980 leitete er die Arbeitsgemeinschaft der bayerischen Stadtarchivare.
1976 wurde Schattenhofer mit dem Bayerischen Poetentaler ausgezeichnet. 1985 ernannte ihn der Historische Verein für Oberbayern zum Ehrenvorsitzenden. 1990 erhielt er die Medaille „Bene merenti“ der Bayerischen Akademie der Wissenschaften. Ausgezeichnet wurde er ferner mit der Medaille „München leuchtet“.
Den Ausbau des Magazinbereiches und die Umgestaltung von Verwaltungs-, Benutzer- und Ausstellungsräumen hat er geplant und in der Durchführung weit vorangebracht. Er gab dem Archivwesen wichtige Impulse. Schattenhofer publizierte zahlreiche Bücher und Aufsätze zur Geschichte der Landeshauptstadt München und der Stadt Beilngries. Zusammen mit Karl Bosl rief er eine Schriftenreihe mit Dissertationen zur Bayerischen Landes- und Münchner Stadtgeschichte ins Leben; unterstützt durch Schriftleiter Walter Grasser wurden nahezu 100 Doktoranden bei der Erfüllung der Druckpflicht unterstützt.
Michael Schattenhofer starb im Alter von 76 Jahren. Seine Grabstätte befindet sich auf dem Münchner Waldfriedhof  (Grabnr. 108-W-89).

## Schriften (Auswahl)
- Beilngries. Chronik zur Neunhundertjahrfeier der Marktverleihung. Kallmünz 1953.
- Altmünchner Ansichten. 12 Wiedergaben nach handkolorierten Lithographien aus der Zeit 1825/40. München 1959.
- Der Mönch im Wappen. Aus Geschichte und Gegenwart des katholischen München. München 1960.
- Die Mariensäule in München. München 1970.
- Das alte Rathaus in München, seine bauliche Entwicklung und seine stadtgeschichtliche Bedeutung. München 1972.
- Von Kirchen, Kurfürsten & Kaffeesiedern et cetera aus Münchens Vergangenheit. München 1974.
- Der Luitpoldblock im Wandel der Zeit. München 1975.
- 100 Jahre Münchner Straßenbahn. 1876–1976. München 1976.
- Giesing, Au, Haidhausen. Alte Dörfer rechts der Isar vor den Toren Münchens. München 1979.
- München 1870–1910. Luzern und Frankfurt/M. 1980.
- Chronik der Stadt München 1945–1948. München 1980.
- Der Englische Garten 1789–1989. München 1982.
- Beiträge zur Geschichte der Stadt München. München 1984.
- Schloss Suresnes in Schwabing. München 1990.
- Wirtschaftsgeschichte Münchens von den Anfängen bis zur Gegenwart. München 2011.